# Csongrádi Batsányi János Gimnázium, Szakközépiskola és Kollégium
A Batsányi János Gimnázium (BJG) Csongrád és Csongrád-Csanád vármegye egyik legrégibb középiskolája. Nevét az 1700-as, 1800-as évek felvilágosult költőjéről, Batsányi Jánosról kapta. 1920-ban indult meg az első tanév, ettől az időponttól számíthatjuk az iskola működését. Kezdetben csak általános gimnáziumi oktatás folyt az intézményben. Később azonban az iskola oktatási profilját bővítette a szakközépiskolai képzés illetve az érettségi után történő felnőttképzések. Az iskola aktív tagja az Ökoiskolák Hálózatának.

## Története
A Batsányi János Gimnázium kezdetben a szentesi gimnázium kihelyezett intézménye volt. Az új gimnázium eleinte a Polgári Fiúiskolában kapott helyet. Az első tanévet 1920. november 13-án nyitották meg. Az első osztály három tanárral, 27 nyilvános és 1 magántanulóval indult. A következő tanévben már elindult a második és az ötödik osztály is. 1923 őszén a harmadik és a hatodik osztály is belépett, a tanulók száma lassan 150 fölé emelkedett. Egy idő után egy újabb épületre lett volna szüksége az iskolának. Az ebben az évben várossá vált Csongrád ezt nem tudta megoldani, ezért a minisztériummal egyetértésben a Polgári Fiúiskola kétemeletes épületét megosztották a két iskola között. A gimnázium kapta a második emeletet, míg a földszinten két helyiséget, a rajz- és a tornatermet közösen használták.
Ez az állapot 1948-ig tartott, amikor is a Polgári Fiúiskola megszűnt. 1924-ben a középiskolai reform alapján az iskola reálgimnáziummá alakult át. Az első érettségi vizsga 1925 júniusában zajlott le. Az 1925/26-os tanévtől a gimnázium önálló lett, Csongrádi Magyar Állami Szent Imre Gimnázium néven. Ugyanekkor új igazgató került az iskola élére, Róder Pál, aki megalapította az intézmény egyházi és világi nagy ének- és zenekarát. Ezen énekkar 1927-ben a középiskolák országos dalosversenyén az első helyezést vitte haza. A tanulók nagy része Csongrádról járt az iskolába. Egyre több hátrányosabb helyzetű tanuló iratkozott be. Az ő megsegítésükre alakult meg az iskola „Segítő Egyesülete”. Az iskola a kultúra, a tudomány és a sport területén is igyekezett példát mutatni. Önképző körük a humán érdeklődésű tanulók alkotó, reprodukáló munkája számára is biztosított lehetőségeket. A sportkörök tagjai számos sportágban öregbítették az iskola hírnevét a KIOSOK versenyében.
A nem csongrádi tanulók számára 1929-ben sikerült egy internátust szervezni eleinte 50, majd 80 férőhellyel. A gazdasági válság idején a szegény gyerekek segítése nehezebbé vált; az állam a nehéz gazdasági helyzet miatt 1924-ben és 1932-ben az iskolai tanítás megszüntetését javasolta, de végül is az iskola megmaradt. A harmincas évek közepétől a reálgimnázium fokozatosan általános gimnáziummá alakult át, de a görög nyelvet már nem tanították.
A gimnáziumi oktatás mellett a 60-as évektől többféle szakközépiskolai profil volt is intézményben. A szőlész-borász, az óvónői és a faipari szakképzés több éven keresztül volt a gimnázium szakközépiskolai ágazatának része.
1989-től pedagógiai, 1990-től 8 osztályos gimnázium, 1996-tól idegenforgalmi szakközépiskolai képzés egészíti ki a négyosztályos gimnáziumi formát. Így a képzés elérte a mai profilját.
2007-ben igazgatói összevonások történtek Csongrádon mind az általános iskolák, mind a középiskolák terén. A gimnáziumot összevonták a város másik két középiskolájával, a Sághy Mihály Ipari Szakközépiskola, Szakmunkásképző Intézettel illetve a Bársony István Mezőgazdasági Szakközépiskola és Szakmunkásképző Intézettel és így létrejött a Csongrádi Oktatási Központ Gimnázium Szakképző Iskola és Kollégium, melynek igazgatója a gimnázium egykori igazgató-helyettese, dr. Kőrösi Tibor lett.

## Működése

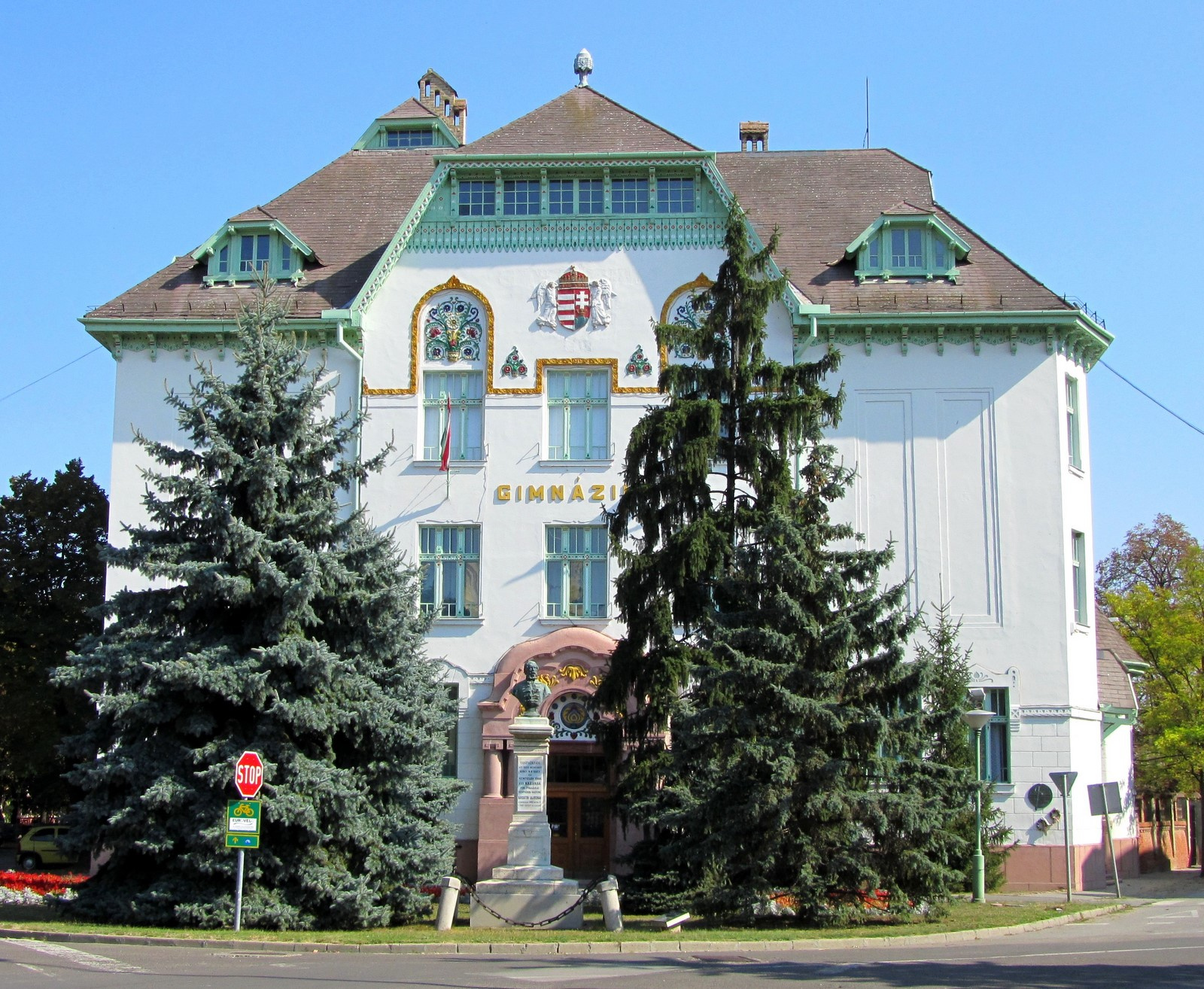
A szecessziós főépület

Az iskola ma három épületben működik:
Főépület ("Régi épület"):
1914-ben épült meg Ybl Lajos tervei alapján szecessziós stílusban. 1920. november 13-án indult meg itt a gimnáziumi oktatás. Ez a patinás épület még napjainkban is jól szolgálja az iskolai munkát.
"Kéképület":
Novák Istvánné tervei szerint 1989-ben új szárnnyal bővült az intézmény. Ebben az épületrészben a Dr. Fehér Ede Könyvtár és további hat tanterem kialakítása valósult meg.
"B" épület ("Újépület, Koli"):
Rédeiné Bondor Klára tervei nyomán 2001 őszén újabb épülettel gazdagodott az iskola. A Szt. György utca sarkán felépült objektum jelentősen javította a tárgyi feltételeket: 106 fős leánykollégium, öt tanterem, tornaterem, melegítőkonyha, étterem, tankonyha, orvosi rendelő, klubhelyiség szolgálja a nevelő-oktató munkát.
Az intézmény jól felszerelt előadótermekkel, informatika termekkel, két tornateremmel, multimédiás nyelvi laborral, rajzműhellyel és kb. 20 000 kötetes könyvtárral is rendelkezik.

## Képzések és osztályok
A Batsányi János Gimnázium állandó jelleggel indított osztályai minden évben a reál- és humán gimnáziumi osztályok, a vendéglátás-idegenforgalmi és a humán szakközépiskolai, pedagógiai szakközépiskolai osztályok és a 8 évfolyamos gimnáziumi osztályok.

### Gimnáziumi osztályok
A reál gimnáziumi osztály két csoportra van bontva: matematika-fizika tagozat és kémia-biológia tagozat. A humán gimnáziumi osztály egy csoportban halad. A reál gimnáziumban emelt óraszámban tanítják a matematikát, fizikát, kémiát és a biológiát. A humán osztályban viszont a történelem illetve a magyar nyelv és irodalom órák száma van megemelve.
Mindkét osztályban első nyelvként felvehető az angol illetve a német. A második nyelvnek pedig az angol, a német, a francia, az olasz és a latin vehető fel. A két osztályból szerveznek egy nyelvi csoportot úgy, hogy az azonos első illetve második nyelvet tanuló reál és humán gimnáziumi tanulókat összevonják a nyelvi órákon. Az osztályokba a felvehető létszám általában 32–34 fő.

### Szakközépiskolai osztályok
Az idegenforgalmi és a pedagógiai osztályban is hasonló a felvételi létszám.
Az idegenforgalmi képzés fő célja a korszerű alapműveltséggel, magas szintű szakmai, vállalkozási ismeretekkel, konvertálható és továbbfejleszthető tudással rendelkező szakemberek képzése, akik kiemelt nyelvtudással és informatikai - számítástechnikai ismeretekkel rendelkeznek.Az első két évben a szakmai orientációs ismeretek keretében közgazdaságtant, gasztronómiai alapismereteket és a viselkedés-kultúra, valamint a kommunikáció alapjait sajátíthatják el a tanulók. Ezt követően a 11–12. évfolyamon vendéglátó- és turizmusismereteket, szálloda- és marketing-, illetve konyhatechnológiai alapismeretekkel bővül a képzés. Mindezen kívül végig jelen van az elméleti és alkalmazott számítástechnikai oktatás, az egyes szakmai programok használata, gyakorlása. Első nyelvként választható az angol vagy a német, a 11. évfolyamtól felvehető a francia és az olasz is második nyelvnek.
A pedagógiai profil már nagyon régóta egyik fő irányzata az iskolának, hiszen egykor az iskola neve Batsányi János Gimnázium és Óvónőképző Szakközépiskola volt. Ma már nem csak óvónőket képeznek ebben az osztályban. A diákok többek között tanulásmódszertant és önismeretet, kommunikációt, egészségtant, pedagógiát, pszichológiát tanulnak. A nyelvi képzés hasonló az idegenforgalmi osztályéhoz.